# Dom Hilarego Majewskiego w Łodzi
Dom Hilarego Majewskiego – neorenesansowa kamienica architekta miejskiego, Hilarego Majewskiego, położona przy ul. Włókienniczej 11 w Łodzi, powstały w latach 1883–1886. Pierwotnie była to willa właściciela, z czasem przekształcono ją w budynek wielorodzinny.

## Historia
Budynek po śmierci Majewskiego często zmieniał właścicieli. Początkowo mieszkała w nim wdowa po architekcie – Wiktoria Majewska, w 1902 r. przejął go Edward Herbst, do którego dom należał do 1910 r., kiedy to przeszedł na własność Wojciecha Oppeln-Bronikowskiego. W późniejszym okresie kamienica przez lata pełniła komunalny zasób mieszkaniowy. Obok kamienicy budynku znajduje się wolna parcela, która miała posłużyć Majewskiemu na budowę kolejnego budynku lub ogrodu – do realizacji jednak nigdy nie doszło. W 1947 r. rozebrano oficynę, wozownię i stajnię, a także dokonano przebudowano część pomieszczeń łączących kamienicę frontową i oficynę, natomiast w końcówce lat 50. XX w. przebudowano klatkę schodową by zapewnić dostęp do strychu zaadaptowanego na mieszkania. Przypuszczalnie w tym okresie została zamknięta spiralna klatka schodowa i przekształcona w toalety. Część sztukaterii została skuta przez osoby mieszkające w kamienicy od lat 80. XX w. Obiekt przechodził wartą 14 milionów złotych rewitalizację w 2022 roku, który zakończył się w sierpniu 2023 roku, i której wykonawcą była spółka Vik-Bud.
W budynku zachował się bogaty wystrój sztukatorski, zdobienia wykonane z marmuru, marmoryzacja klatek schodowych oraz zdobione płytki podłogowe, a także polichromie, mazerunki i złocenia.

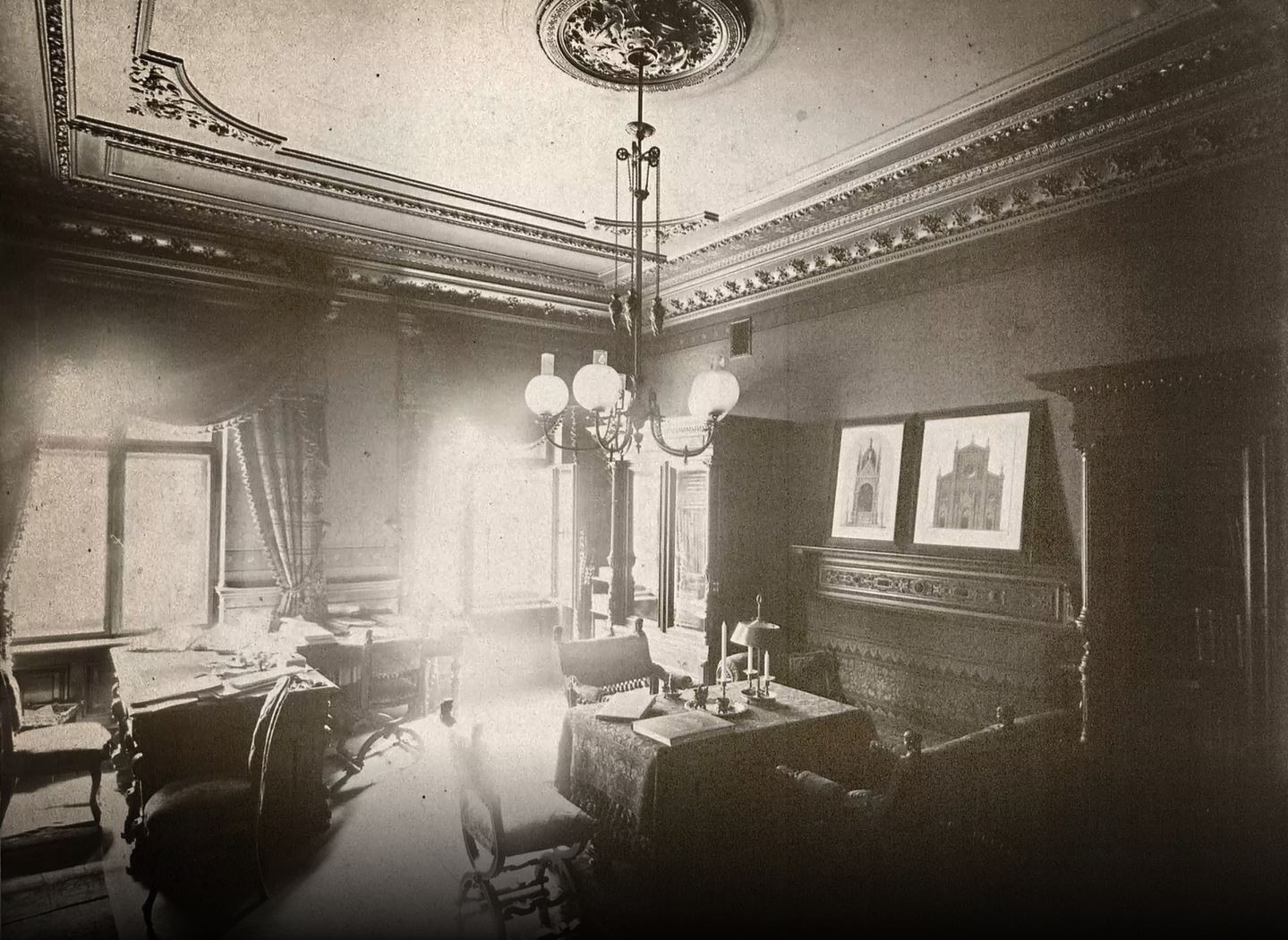
Dawny salon architekta.